# 左鈺
左鈺（？—1490年），字廷珍，京師河間府阜城（今河北阜城縣阜城鎮）人，明朝政治人物、举人出身。

## 生平
景泰四年（1453年）癸酉科舉人，选授监察御史，歷升任陝西承宣布政使司僉事、陕西按察使，以都察院右僉都御史巡撫遼東，改巡撫山西。弘治元年（1488年），給事中宋琮、御史俞俊等參劾諸官，左鈺等以「素行不謹」致仕。弘治三年（1490年）去世。